# عودة الجاسوسة
مسلسل عودة الجاسوسة مسلسل دراما أمريكي تدور أحداث المسلسل حول أم أمريكية عازبة وجاسوسة روسية سابقة، حيث أُجبرت على العودة إلى حياتها القديمة بعد أن علمت وكالة المخابرات المركزية بسرها. أصدر في 28 يناير 2022.

## الممثلين والشخصيات

### الأساسية
- مارجريتا ليفيفا بدور جيني فرانكلين / الهمس
- كيليان أوسوليفان بدور تشونسي
- ليديا فليمنج بدور بيكا
- تشارلز بريس في دور كريس
- ستاسيا ميلوسلافسكايا في دور أنيا (جيني الصغيرة)
- أناتولي تشوجونوف بدور Tech SVR

## روابط خارجية
- عودة الجاسوسة على موقع IMDb (الإنجليزية)
- عودة الجاسوسة على موقع ميتاكريتيك (الإنجليزية)
- عودة الجاسوسة على موقع روتن توميتوز (الإنجليزية)
- عودة الجاسوسة على موقع نتفليكس (الإنجليزية)
- عودة الجاسوسة على موقع فيلمافينيتي (الإسبانية)
- عودة الجاسوسة على موقع كينوبويسك (الروسية)
- عودة الجاسوسة على موقع قاعدة بيانات الفيلم (الإنجليزية)